# Paul Johnson
Paul Bede Johnson (Mánchester, 2 de noviembre de 1928-Londres, 12 de enero de 2023), conocido como Paul Johnson, fue un escritor, historiador y periodista británico.

## Biografía
Paul Johnson estudió historia en la Universidad de Oxford, donde fue discípulo del célebre historiador A. J. P. Taylor. En su servicio militar se desempeñó en Gibraltar, donde adoptó una postura contraria al régimen franquista español. Sin embargo, en su Historia del cristianismo solo dedica una nota a la postura de la iglesia en la Guerra Civil:
En España la Guerra civil fue posible por la inexistencia de un partido demócrata-cristiano. La Acción Popular católica de Gil Robles era un partido derechista que no se opuso al derrocamiento fascista de la República. El que más se parecía a un líder demócrata-cristiano era el vasco Aguirre; las autoridades católicas lo incluían en la categoría de "los judíos, los masones y los comunistas". Véase Xavier Tusell, Historia de la democracia cristiana en España (Madrid, 1975).
Su experiencia militar le sirvió para trabajar como periodista en la publicación parisina Realités, en el cual se desempeñó como asistente de editor (1952-1955). En Francia también comenzó a colaborar, como corresponsal, con el periódico de centroizquierda New Statesman, donde ejerció como editor hasta 1970. Luego trabajó como redactor de discursos para Margaret Thatcher (con quien estudió en Oxford).[cita requerida]
Es autor de más de treinta obras, la mayoría sobre la actualidad y la historia en general: Historia de los judíos (que aborda cerca de 4000 años de historia del pueblo judío) o Historia del cristianismo son algunos ejemplos. En Intelectuales (2008) retrata a personalidades como Marx, Rousseau o Sartre. Una de sus mejores obras fue Tiempos Modernos, cuya primera edición apareció en 1983, en el cual retrata la historia del siglo XX desde la Primera Guerra Mundial hasta la década de 1970. Son célebres también sus biografías de grandes personajes de la historia.
Desde 1981 escribió una columna en la revista The Spectator y también colaboró con Forbes y National Review. En 2006 recibió la Medalla Presidencial de la Libertad, el máximo galardón civil de los Estados Unidos.[cita requerida]

## Obras
- Darwin: Portrait of a Genius. Penguin. 2012. ISBN 9781101601150.
- Socrates: A Man for Our Times. Penguin. 2011. ISBN 9781101545195.
- Churchill. Penguin. 2009. ISBN 9781101149294.
- Napoleon: A Life. Penguin. 2006. ISBN 9781440684487.
- Brief Lives. Random House. 2010. ISBN 9781407089416.

### Ediciones en español
- Paul Johnson (1997). La búsqueda de Dios. Editorial Planeta. ISBN 978-84-08-01953-4.

- — (2007). Creadores: de Chaucer y Durero [...] a Picasso y Disney. Ediciones B. ISBN 978-84-666-3580-6.

- — (2004). Estados Unidos: la historia. Ediciones B Argentina. ISBN 950-15-2143-5.

- — (2006). La historia de los judíos. Zeta Bolsillo. ISBN 978-84-96581-89-0.

- — (2004). Historia del cristianismo. Ediciones B. ISBN 978-84-666-1837-3.

- — (1992). El nacimiento del mundo moderno 1815-1830. Javier Vergara, editor. ISBN 978-950-15-2073-6.

- — (2001). El Renacimiento. Mondadori. ISBN 978-84-397-0778-3.

- — (2007). Tiempos modernos. Homo Legens. ISBN 978-84-935556-4-1.

- — (2008). Intelectuales. Homo Legens. ISBN 978-84-92518-01-2. Archivado desde el original el 10 de diciembre de 2008. Consultado el 29 de agosto de 2009.

- — (2009). Héroes. Ediciones B. ISBN 978-84-666-2314-8.

- — (2012). Humoristas. Ático de los Libros. ISBN 978-84-938595-8-9.

- — (2012). Darwin Retrato de un genio. Avarigani Editores. ISBN 978-84-941037-7-3.